# Fratelli di sangue (saggio)
Fratelli di sangue è un saggio sulla 'Ndrangheta scritto dal magistrato Nicola Gratteri e dallo scrittore e giornalista Antonio Nicaso. Pubblicato per la prima volta dalla Luigi Pellegrini Editore nel dicembre 2006, ha avuto undici edizioni.

## Contenuti
Nel libro viene descritta la criminalità organizzata calabrese raccontandone la storia, la struttura e i codici la cui evoluzione non ha cancellato i vecchi rituali, che sono stati invece riabilitati, ma mai scartati; una organizzazione nella quale convivono San Michele Arcangelo e miti antichi, improbabili invocazioni al Vangelo e riti di iniziazione incentrati sul ruolo del "legame di sangue" tra gli affiliati inteso come principum vitæ e principum mortis. Un universo fortemente simbolico, utile per mantenere una sola identità in qualsiasi luogo e tempo.
Vi si analizza e si descrive il ruolo e il comportamento della 'Ndrangheta in ogni paese della Calabria in cui è presente, per poi passare all'ambito nazionale nelle venti regioni italiane e infine uno sguardo nelle attività illecite all'estero.
In appendice al libro è presente un glossario della terminologia mafiosa: i termini sono tratti in maniera integrale da sentenze e da rapporti giudiziari.

## Storia editoriale
Nell'agosto del 2008 i diritti di Fratelli di Sangue sono stati acquistati da Mondadori editore: una versione riveduta ed aggiornata del libro è stata pubblicata nel gennaio del 2009 nella collana Strade Blu. Dopo essere entrato nella lista dei libri più venduti, è stato ristampato nell'ottobre del 2009. A maggio del 2010 è uscito nella collana Oscar Mondadori. La versione teatrale con la drammaturgia di Enrico Bernard è stata rappresentata dai detenuti del Carcere di Vallo della Lucania nel 2019 e nel 2020 per la regia di Mirko Ferra.

## Edizioni (parziale)
- Nicola Gratteri e Antonio Nicaso, Fratelli di sangue, collana Collana Mafie, Luigi Pellegrini Editore, 2006, ISBN 88-8101-373-8.
- Nicola Gratteri e Antonio Nicaso, Fratelli di sangue, collana Strade Blu, Milano, Arnoldo Mondadori Editore, 2009, ISBN 978-88-04-58432-2.